# Centre for European Reform
Das Centre for European Reform (CER) ist eine britische Interessengruppe mit Sitz in London. Es wurde 1996 gegründet und war Mitglied des neoliberalen Stockholm Networks, aus dem es im Mai 2010 austrat.

## Finanzierung
Das CER wird von einer Vielzahl an Firmenspendern finanziert, zu denen einige der weltgrößten Konzerne sowie mit AIG Europe, Barclays, Deutsche Bank, Fidelity Investments, Goldman Sachs, HSBC, Invesco, JPMorgan Chase, Lloyds Banking Group, Morgan Stanley, Nomura Holdings, North Asset Management, Rothschild & Co, Standard Chartered Bank und The Vanguard Group eine Reihe der führenden Banken und Finanzdienstleister gehören.
Unterstützung erhält die Interessengruppe auch von der amerikanischen Firma APCO, die sich als Kommunikationsdienstleister bezeichnet und ursprünglich von Philip Morris Inc. ins Leben gerufen wurde.

## Positionen
Im Vorfeld des Referendums über einen EU-Austritt des Vereinigten Königreichs 2016 bezeichnete das Centre die Europäische Union als dringend reformbedürftig, es bestünden zu viele Regeln und zu hohe politische Einflussnahme seitens der Union auf das Vereinigte Königreich. Am 21. April 2016, zwei Monate vor dem Referendum, stellte das CER fest: „Großbritannien ist ökonomisch in hohem Maß mit der Europäischen Union verbunden.“ („Britain is highly economically integrated with the EU.“) Dies weist auf eine Haltung pro EU-Verbleib seitens des Centres hin. 
Seit dem Referendum vom 23. Juni 2016, das den Austritt Großbritanniens aus dem europäischen Staatenbund sehr wahrscheinlich macht, erscheint die Beeinflussung einer möglichen Reform der EU für britische Lobbygruppen wie das CER als aussichtslos, da sie unter den geänderten Verhältnissen bei den Entscheidungsträgern der Europäischen Union weniger Gehör als bisher finden werden. Eine Umbenennung sowie Neuausrichtung der Gruppe steht aus.

## Weblink
- cer.org.uk